# Bodies (álbum)
Bodies es el undécimo álbum de estudio de la banda estadounidense AFI. Fue lanzado a través de Rise Records el 11 de junio de 2021.

## Antecedentes y promoción
El 28 de marzo de 2020, el guitarrista Jade Puget fue entrevistado por Kerrang! para promover una aparición como cabeza de cartel en Two Thousand Trees Festival dijo que si bien no esperaba que el undécimo álbum de la banda fuera lanzado para el momento de la presentación, "con suerte, al menos un par de canciones lo serán". Durante una transmisión en vivo de Instagram el 27 de abril de 2020, Puget dijo que el álbum estaba terminado, pero que su fecha de lanzamiento se retrasó como resultado de la pandemia de COVID-19.
El 1 de enero de 2021, la banda anunció que su undécimo álbum de estudio se lanzaría antes de fin de año. El 15 de enero lanzaron los temas "Twisted Tongues" y "Escape from Los Angeles". El 25 de febrero, se reveló que el álbum se llamaría Bodies y se lanzaría el 11 de junio. Junto con el anuncio, la banda reveló dos nuevas canciones como otro sencillo conjunto, "Looking Tragic / Begging for Trouble". Además, se lanzó un video musical para "Looking Tragic". El 9 de abril, se lanzó "Dulceria / Far Too Near", junto con un video musical de la canción anterior, que fue coescrito por Billy Corgan. El 25 de mayo se lanzó la canción "Tied to a Tree". Puget lo llamó su favorito del álbum.

## Lista de canciones
| Bodies track listing |                           |          |  |
| N.º                  | Título                    | Duración |  |
| 1.                   | «Twisted Tongues»         | 4:01     |  |
| 2.                   | «Far Too Near»            | 2:48     |  |
| 3.                   | «Dulcería»                | 4:53     |  |
| 4.                   | «On Your Back»            | 2:20     |  |
| 5.                   | «Escape from Los Angeles» | 3:24     |  |
| 6.                   | «Begging for Trouble»     | 2:20     |  |
| 7.                   | «Back from the Flesh»     | 2:59     |  |
| 8.                   | «Looking Tragic»          | 2:37     |  |
| 9.                   | «Death of the Party»      | 2:21     |  |
| 10.                  | «No Eyes»                 | 3:33     |  |
| 11.                  | «Tied to a Tree»          | 4:47     |  |